# ウーメ・サーミ語
ウーメ・サーミ語（ウーメ・サーミご、Ume Sami）は、スウェーデンとかつてはノルウェーで話されていたサーミ語の一種である。
話者は10人しか残っていないが、 Sorsele と ArvidsjaurのArjeplog南部のウーメ川流域で話されていた。